# Berg- und Abenteuerfilmfestival Graz

Logo des Festivals

Das Berg- und Abenteuerfilmfestival ist ein Filmfestival, das seit 1986 in Graz stattfindet. Gegründet wurde es von dem österreichischen Bergsteiger Robert Schauer, der es bis heute veranstaltet.
Bei dem Festival werden Filme zum Thema Bergsteigen, Berge, Natur und Abenteuer gezeigt. Die Themen werden in fünf Kategorien eingeteilt:
- Alpine Dokumentation
- Klettern in Fels und Eis
- Abenteuer
- Natur und Umwelt
- alpine und fremde Kulturen

Die Preise sind:
- Grand Prix Graz (mit 5.000 Euro dotiert)
- Kamera Alpin in Gold (fünfmal je 3.000 Euro)
- Preis der Jury
- Lobende Erwähnung

Die Anzahl der Kategorien wurde erst im Laufe der Jahre erhöht. Auch der Grand Prix Graz wird erst seit 1995 verliehen. Bis 1990 wurde das Festival im Zweijahresrhythmus, seither jährlich durchgeführt.

## Preisträger

### Festivals 1986–1995
1. Festival 1986
| Kategorie                                  | Gewinner           |                  | Filmtitel                         |
| ------------------------------------------ | ------------------ | ---------------- | --------------------------------- |
| 1. Bergsteigerfilme – Dokumentationen      | Jean Afanassieff   | Frankreich       | Himalaya 8000 metres sans oxygene |
| 2. Bergsteigerfilme – Dokumentationen      | Gerhard Bauer      | Deutschland      | Die Entscheidung                  |
| 3. Bergsteigerfilme – Dokumentationen      | Laurent Chevallier | Frankreich       | Little Karim                      |
| 1. Themen über Klettereien in Fels und Eis | Fulvio Mariani     | Schweiz          | Cumbre-Cerro Torre                |
| 2. Themen über Klettereien in Fels und Eis | Robert Nicod       | Frankreich       | E pericoloso sporgersi            |
| 3. Themen über Klettereien in Fels und Eis | Nicolas Philibert  | Frankreich       | Christophe                        |
| Preis der Jury                             |                    |                  |                                   |
|                                            | Karl Vlek          | Tschechoslowakei | Prvni sedma                       |

2. Festival 1988
| Kategorie                                                                                      | Gewinner         |                        | Filmtitel         |
| ---------------------------------------------------------------------------------------------- | ---------------- | ---------------------- | ----------------- |
| Kat.I Dokumentationen über Expeditionen, alpine Besteigungen, alpine Geschichte, Extremskilauf | Wanda Rutkiewicz | Polen                  | K2-Requiem        |
| Kat. II Filme über Klettereien in Fels und Eis                                                 | Alun Hughes      | Vereinigtes Konigreich | Stonemonkey       |
| Kat III Filme über Abenteuer, Natur und Umwelt                                                 | Romolo Nottaris  | Schweiz                | Metamorfosi       |
| Preis der Jury                                                                                 |                  |                        |                   |
|                                                                                                | Bernard Giredeau | Frankreich             | La face de l'Ogre |

3. Festival 1990
| Kategorie                                                                                      | Gewinner          |                        | Filmtitel        |
| ---------------------------------------------------------------------------------------------- | ----------------- | ---------------------- | ---------------- |
| Kat.I Dokumentationen über Expeditionen, alpine Besteigungen, alpine Geschichte, Extremskilauf | Kurt Diemberger   | Osterreich             |                  |
| Kat. II Filme über Klettereien in Fels und Eis                                                 | Robert Nicod      | Frankreich             | Capitan Crochet  |
| Kat III Filme über Abenteuer, Natur und Umwelt                                                 | Alun Hughes       | Vereinigtes Konigreich | Waterfall Kajak  |
| Preis der Jury                                                                                 |                   |                        |                  |
|                                                                                                | François Enderlin | Schweiz                | Cervin-mon amour |

4. Festival 1992
| Kategorie                                                                                      | Gewinner                       |                        | Filmtitel                    |
| ---------------------------------------------------------------------------------------------- | ------------------------------ | ---------------------- | ---------------------------- |
| Kat.I Dokumentationen über Expeditionen, alpine Besteigungen, alpine Geschichte, Extremskilauf | Jérome Equer                   | Frankreich             | Les paroios de la mémoire    |
| Kat. II Filme über Klettereien in Fels und Eis                                                 | Kathrin Johnston, Ian Stobie   | Vereinigte Staaten     | Over the edge                |
| Kat III Filme über Abenteuer, Natur und Umwelt                                                 | Paul Cleary, Bernadette Cleary | Vereinigtes Konigreich | Poles apart                  |
| Preis der Jury                                                                                 |                                |                        |                              |
|                                                                                                | Peter Müller                   | Deutschland            | Zwischen Kitschphoto und Tod |
| Eastman Kodak-Sonderpreis                                                                      |                                |                        |                              |
|                                                                                                | Didier Lafond                  | Frankreich             | Perret Stroika               |

5. Festival 1993
| Kategorie                                                                                      | Gewinner        |             | Filmtitel                             |
| ---------------------------------------------------------------------------------------------- | --------------- | ----------- | ------------------------------------- |
| Kat.I Dokumentationen über Expeditionen, alpine Besteigungen, alpine Geschichte, Extremskilauf | Michael Dillon  | Australien  | Everest-sea to summit                 |
| Kat. II Filme über Klettereien in Fels und Eis                                                 | Marco Preti     | Italien     | Manolo                                |
| Kat III Filme über Abenteuer                                                                   | Glen Singleman  | Australien  | Baseclimb                             |
| Kat IV Umwelt- und Naturfilme                                                                  | Frédéric Fougea | Frankreich  | Il danse pour ses comorans            |
| Preis der Jury                                                                                 |                 |             |                                       |
|                                                                                                | Ray Müller      | Deutschland | Die Macht der Bilder-Leni Riefenstahl |
| Eastman Kodak-Sonderpreis                                                                      |                 |             |                                       |
|                                                                                                | Robert Winkler  | Osterreich  | The survivor                          |

6. Festival 1994
| Kategorie                    | Gewinner                   |                        | Filmtitel                                            |
| ---------------------------- | -------------------------- | ---------------------- | ---------------------------------------------------- |
| Alpine Dokumentation         | Matt Dickinson             | Vereinigtes Konigreich | An Everest to climb                                  |
| Klettern in Fels und Eis     | Leo Dickinson              | Vereinigtes Konigreich | Grappling with the Ogre                              |
| Abenteuerfilme               | Lutz Maurer & H.P. Stauber | Osterreich             | Grenzenloses Abenteuer-das Leben des Heinrich Harrer |
| Umwelt- und Naturfilme       | Yann Layma                 | Frankreich             | Les sculpteursvde montagnes                          |
| Preis der Jury Eastman Kodak |                            |                        |                                                      |
|                              | Bernd Seidel               | Osterreich             | Berge im Meer ohne Wasser                            |

7. Festival 1995
| Kategorie                 | Gewinner                          |                        | Filmtitel                    |
| ------------------------- | --------------------------------- | ---------------------- | ---------------------------- |
|                           | Jean-Claude Jaud                  | Frankreich             | Les quatre saisons du berger |
| Kamera Alpin in Gold      |                                   |                        |                              |
| Alpine Dokumentation      | Gian Luigi Quarti, Fulvio Mariani | Italien                | L’uomo di legno              |
| Klettern in Fels und Eis  | Matjaz Fistravec                  | Slowenien              | Without                      |
| Abenteuerfilme            | Matt Dickinson                    | Vereinigtes Konigreich | Stratosfear                  |
| Umwelt- und Naturfilme    | Ian Mackenzie                     | Kanada                 | Cry for the forgotten land   |
| Preis der Jury            |                                   |                        |                              |
|                           |                                   | Osterreich             | Land der Berge               |
| Eastman Kodak-Sonderpreis |                                   |                        |                              |
|                           | Vesna Arhar-Stih, Gaga Stojan     | Slowenien              | Life is mortally dangerous   |

### Festivals 2006–2010
18. Festival 2006
| Grand Prix Graz 2006     | Grand Prix Graz 2006           | Grand Prix Graz 2006 | Grand Prix Graz 2006                       |
| Kategorie                | Gewinner                       |                      | Filmtitel                                  |
| ------------------------ | ------------------------------ | -------------------- | ------------------------------------------ |
| Alpine & fremde Kulturen | Fulvio Mariani, Mario Casella  | Schweiz              | Siachen - A War For Ice                    |
| Kamera Alpin in Gold     |                                |                      |                                            |
| Alpine Dokumentation     | Ludwig Ott                     | Deutschland          | Tod am Nanga Parbat - Die Messner Tragödie |
| Klettern in Fels & Eis   | Ermanno Salvaterra             | Italien              | Cerro Torre, el arca de los vientos        |
| Abenteuer                | Sjur Paulsen                   | Norwegen             | Loop                                       |
| Natur & Umwelt           | Jan Haft                       | Deutschland          | Die Geschichte der Blumenwiese             |
| Alpine & fremde Kulturen | Kurt Mayer                     | Osterreich           | Karpaten - Leben in Draculas Wäldern       |
| Preis der Jury           |                                |                      |                                            |
| Alpine & fremde Kulturen | Richard Ladkani, Kief Davidson | Deutschland          | The Devil’s Miner                          |

19. Festival 2007
| Grand Prix Graz 2007     | Grand Prix Graz 2007             | Grand Prix Graz 2007   | Grand Prix Graz 2007                               |
| Kategorie                | Gewinner                         |                        | Filmtitel                                          |
| ------------------------ | -------------------------------- | ---------------------- | -------------------------------------------------- |
| Alpine & fremde Kulturen | Olivier Higgins, Mélanie Carrier | Kanada                 | Asiemut                                            |
| Kamera Alpin in Gold     |                                  |                        |                                                    |
| Alpine Dokumentation     | Andreas Nickel, Jürgen Czwienk   | Deutschland            | Zum Dritten Pol – Teil 1: Günter Oskar Dyhrenfurth |
| Klettern in Fels & Eis   | Pepe Danquart                    | Deutschland            | Am Limit                                           |
| Abenteuer                | Fulvio Mariani                   | Schweiz                | Wings On Your Feet                                 |
| Natur & Umwelt           | Sasha Snow                       | Vereinigtes Konigreich | Conflict Tiger                                     |
| Alpine & fremde Kulturen | Jean-Michel Corillion            | Frankreich             | Becoming a Woman in Zanskar                        |
| Preis der Jury           |                                  |                        |                                                    |
| Alpine & fremde Kulturen | Christian Frei                   | Schweiz                | Im Tal der großen Buddhas                          |

20. Festival 2008
| Grand Prix Graz 2008     | Grand Prix Graz 2008                      | Grand Prix Graz 2008   | Grand Prix Graz 2008                                          |
| Kategorie                | Gewinner                                  |                        | Filmtitel                                                     |
| ------------------------ | ----------------------------------------- | ---------------------- | ------------------------------------------------------------- |
| Alpine & fremde Kulturen | Giorgio Diritti                           | Italien                | The Wind Blows Round                                          |
| Kamera Alpin in Gold     |                                           |                        |                                                               |
| Alpine Dokumentation     | Edmond Offner                             | Niederlande            | Jannu 20 Jahre später                                         |
| Klettern in Fels & Eis   | Alun Hughes                               | Vereinigtes Konigreich | Dringo i'r Eitha' (Climbing to the Limits)                    |
| Abenteuer                | Michael Bühler                            | Schweiz                | Die Basejumper von Lauterbrunnen. Sportler, Spinner, Süchtige |
| Natur & Umwelt           | Ellen Windemuth, Marion Pöllmann          | Deutschland            | Verbotenes Paradies - Die Tiere von Pripjat                   |
| Alpine & fremde Kulturen | Christian Gramstadt, Christian Weisenborn | Deutschland            | Grüß Gott Gams – Felix und die Wildschützen der Berge         |
| Preis der Jury           |                                           |                        |                                                               |
| Alpine & fremde Kulturen | Eva Eckert                                | Osterreich             | Eisenwurzen (Das Musical)                                     |

21. Festival 2009
| Grand Prix Graz 2009     | Grand Prix Graz 2009       | Grand Prix Graz 2009 | Grand Prix Graz 2009                                                           |
| Kategorie                | Gewinner                   |                      | Filmtitel                                                                      |
| ------------------------ | -------------------------- | -------------------- | ------------------------------------------------------------------------------ |
| Natur & Umwelt           | Jan Haft                   | Deutschland          | Mythos Wald Teil 1: Tierparadies und Schattenreich Teil 2: Der Kampf ums Licht |
| Kamera Alpin in Gold     |                            |                      |                                                                                |
| Alpine Dokumentation     | Vlad Bykov                 | Russland             | Russia’s Face on K2                                                            |
| Klettern in Fels & Eis   | Peter Mortimer, Nick Rosen | Vereinigte Staaten   | The Sharp End                                                                  |
| Abenteuer                | Gerald Salmina             | Osterreich           | Mount St. Elias                                                                |
| Natur & Umwelt           | Volker Barth               | Deutschland          | Pottwal Ahoi!                                                                  |
| Alpine & fremde Kulturen | John Murray                | Irland               | Crossing the Himalaya                                                          |
| Preis der Jury           |                            |                      |                                                                                |
| Alpine & fremde Kulturen | Andy Gregg                 | Kanada               | The last Nomads                                                                |

22. Festival 2010
| Grand Prix Graz 2010     | Grand Prix Graz 2010          | Grand Prix Graz 2010   | Grand Prix Graz 2010                   |
| Kategorie                | Gewinner                      |                        | Filmtitel                              |
| ------------------------ | ----------------------------- | ---------------------- | -------------------------------------- |
| Abenteuer                | Christian Frei                | Schweiz                | Space Tourists                         |
| Kamera Alpin in Gold     |                               |                        |                                        |
| Klettern in Fels & Eis   | Alastair Lee                  | Vereinigtes Konigreich | Asgard Project                         |
| Klettern in Fels & Eis   | Dave Brown                    | Vereinigtes Konigreich | Welsh Connections                      |
| Abenteuer                | Jennifer Peedom, David Michôd | Australien             | Solo                                   |
| Natur & Umwelt           | Nicolas Vanier                | Frankreich             | Der Junge und der Wolf                 |
| Alpine & fremde Kulturen | Jean-Michel Corillion         | Frankreich             | Chadar, the Ice Trail                  |
| Preis der Jury           |                               |                        |                                        |
| Alpine & fremde Kulturen | Tim Cope                      | Australien             | Auf den Spuren der Nomaden (Teile 1–4) |